# Spigelia genuflexa
Espèce
Classification APG III (2009)
Spigelia genuflexa est une espèce de plantes à fleurs de la famille de Loganiaceae trouvée dans l'État de Bahia, au Brésil, qui a été décrite en 2011. Elle a la particularité de voir ses tiges s'incurver après la floraison pour déposer les graines dans le sol (géocarpie).

## Description

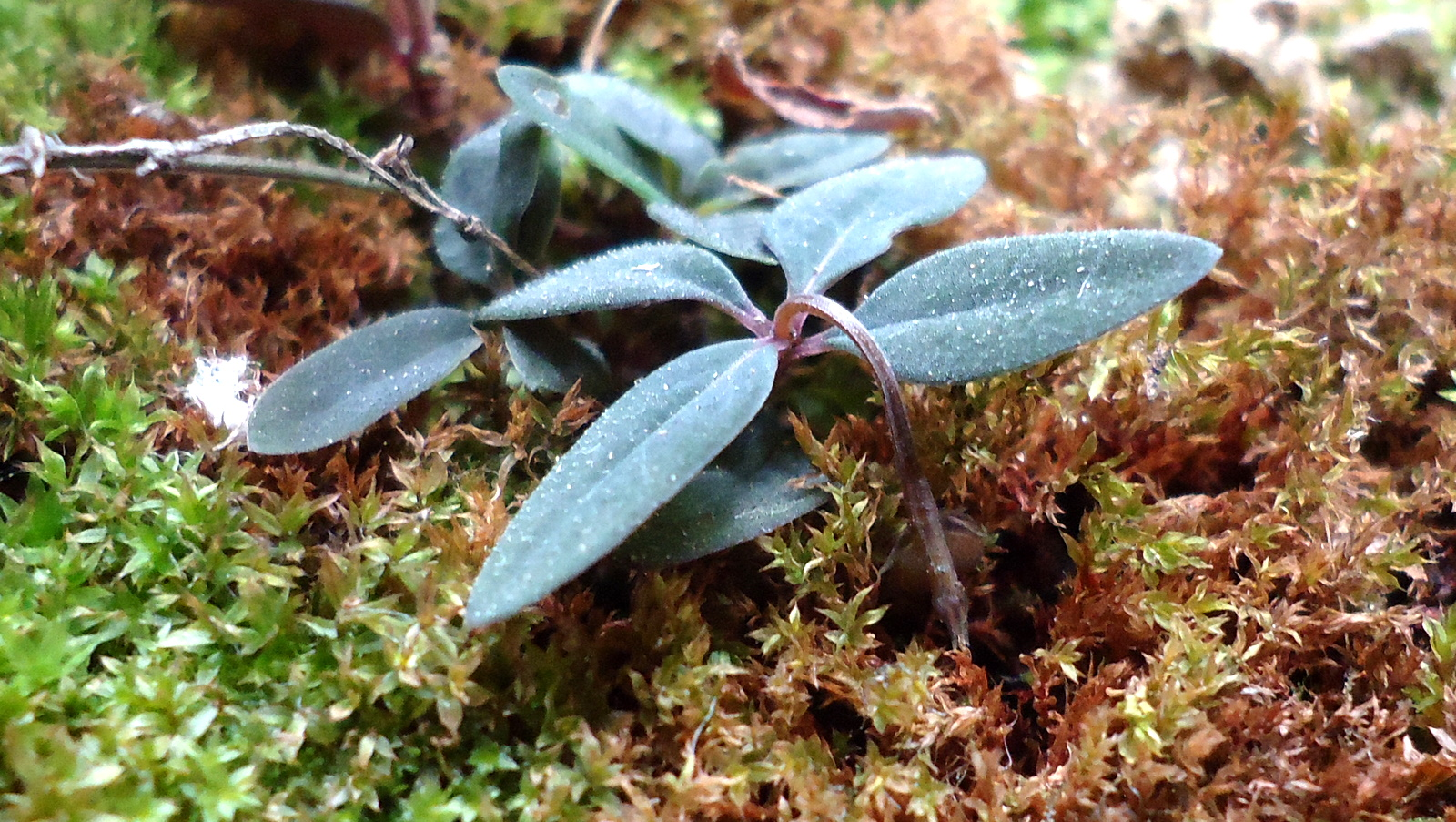
Plante à floraison précoce.

Spigelia genuflexa est une annuelle qui présente deux formes de croissance. Dans l'une, les inflorescences apparaissent après les trois premières paires de feuilles, quand la plante fait environ 1 centimètre de hauteur ; dans l'autre, quatre ou cinq paires de feuilles précèdent l'inflorescence, la plante faisant 10 à 25 cm dee haut.  Les feuilles sont opposées, de 6 à 20 mm de long et 2 à 5 mm de large, de forme elliptiques à ovales. Les inflorescences sont composées d'un maximum de 7 fleurs, et les corolles des fleurs font 4 à 8 mm de long. Les tiges sont teintées de rouge, et ont de 4 à 6 côtes saillantes courant jusqu'à la base des feuilles.

## Écologie
Spigelia genuflexa pousse dans les peuplements résiduels de la forêt atlantique dans la vallée du Rio Negro de l'État de Bahia, à une altitude de 150 mètres  et à environ 30 km de la côte. Elle fleurit pendant la saison des pluies, et disparaît presque pendant la saison sèche. Elle est capable d'auto-pollinisation, avec une anthèse durant moins d'une journée. Après la pollinisation, la tige s'incline vers le sol, et dans la forme à floraison précoce, dépose les graines dans le sol, dans l'autre, la tige reste à une certaine distance au-dessus de la surface du sol.

## Taxonomie
Spigelia genuflexa a été découverte sur un terrain appartenant Alex Popovkine en 2009, par son gardien José Carlos Mendes Santos.  L'épithète spécifique genuflexa est une référence à la tendance de la plante à se pencher après la floraison, du nom latin genuflexus (cf . génuflexion). Les auteurs ont proposé que l'espèce soit classée comme Données insuffisantes selon les critères de l'UICN. Popovkine est un émigré russe et botaniste amateur qui a réalisé son rêve de longue date d'étudier les plantes tropicales. C'est l'une des soixante espèces qui composent le genre mal connu Spigelia de plantes tropicales, mais qui ne semble pas particulièrement proche de toute autre espèce.